# Renault T

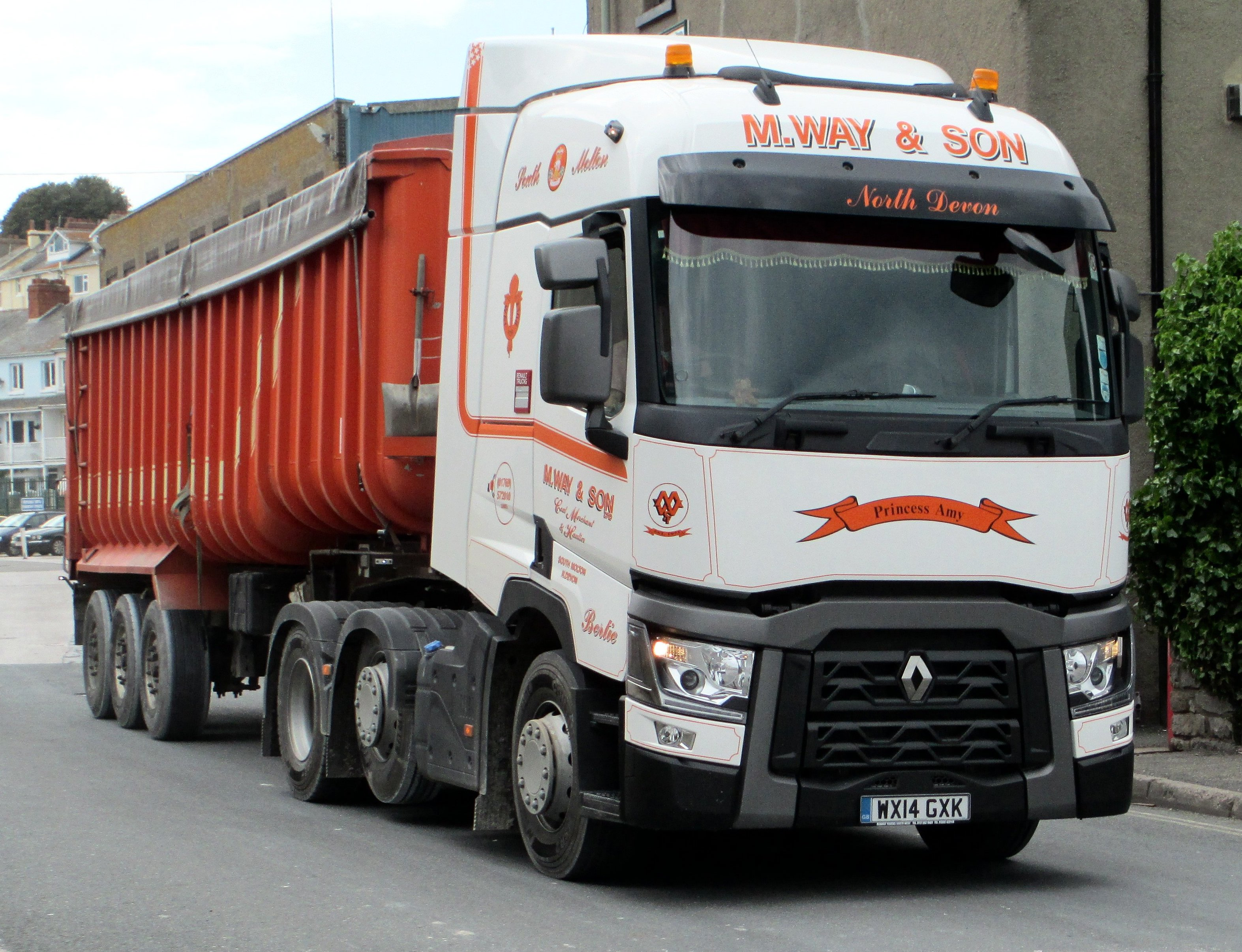
Renault T niski

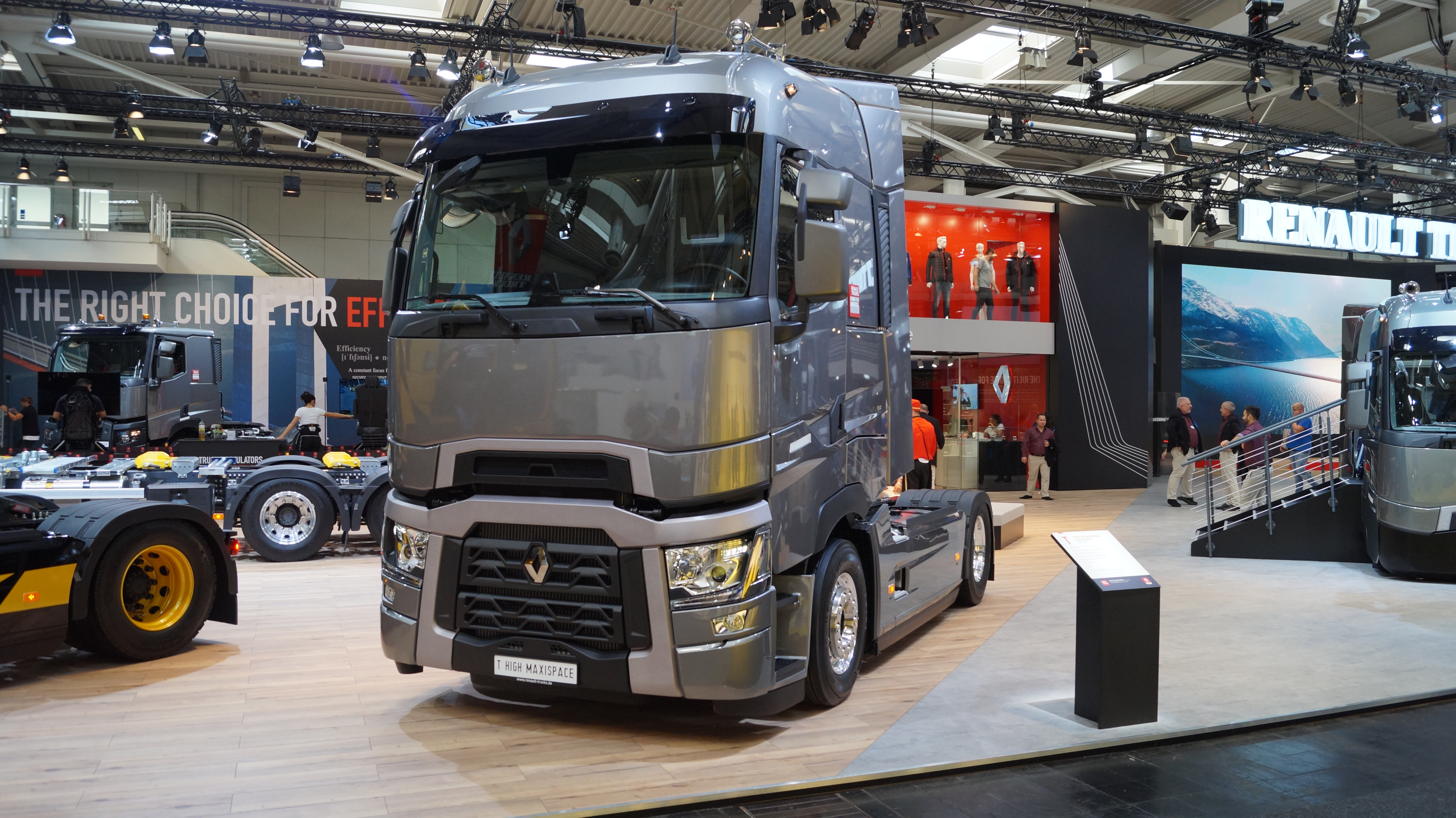
Renault T High 2018 ciągnik siodłowy

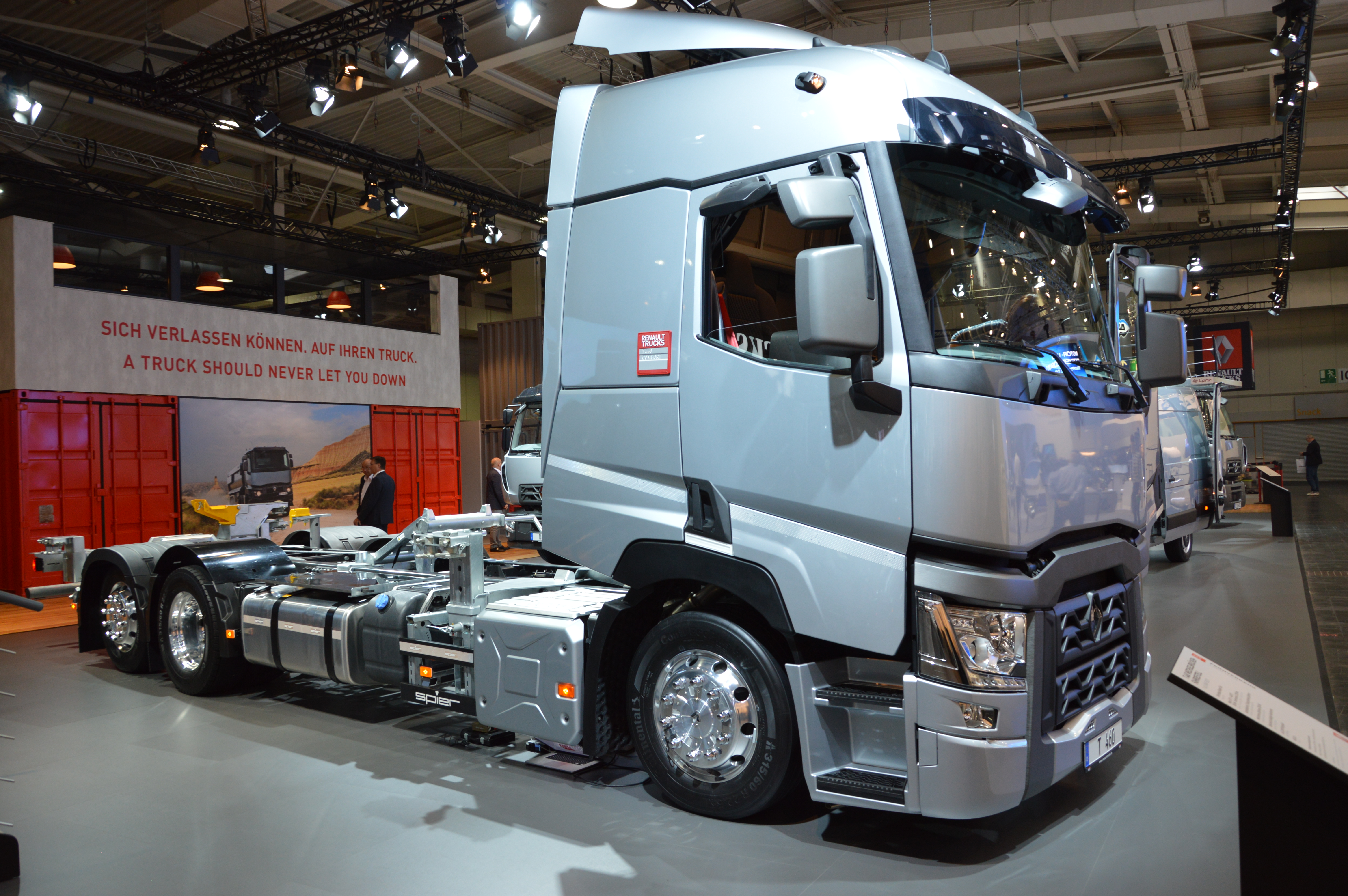
Renault T podwozie

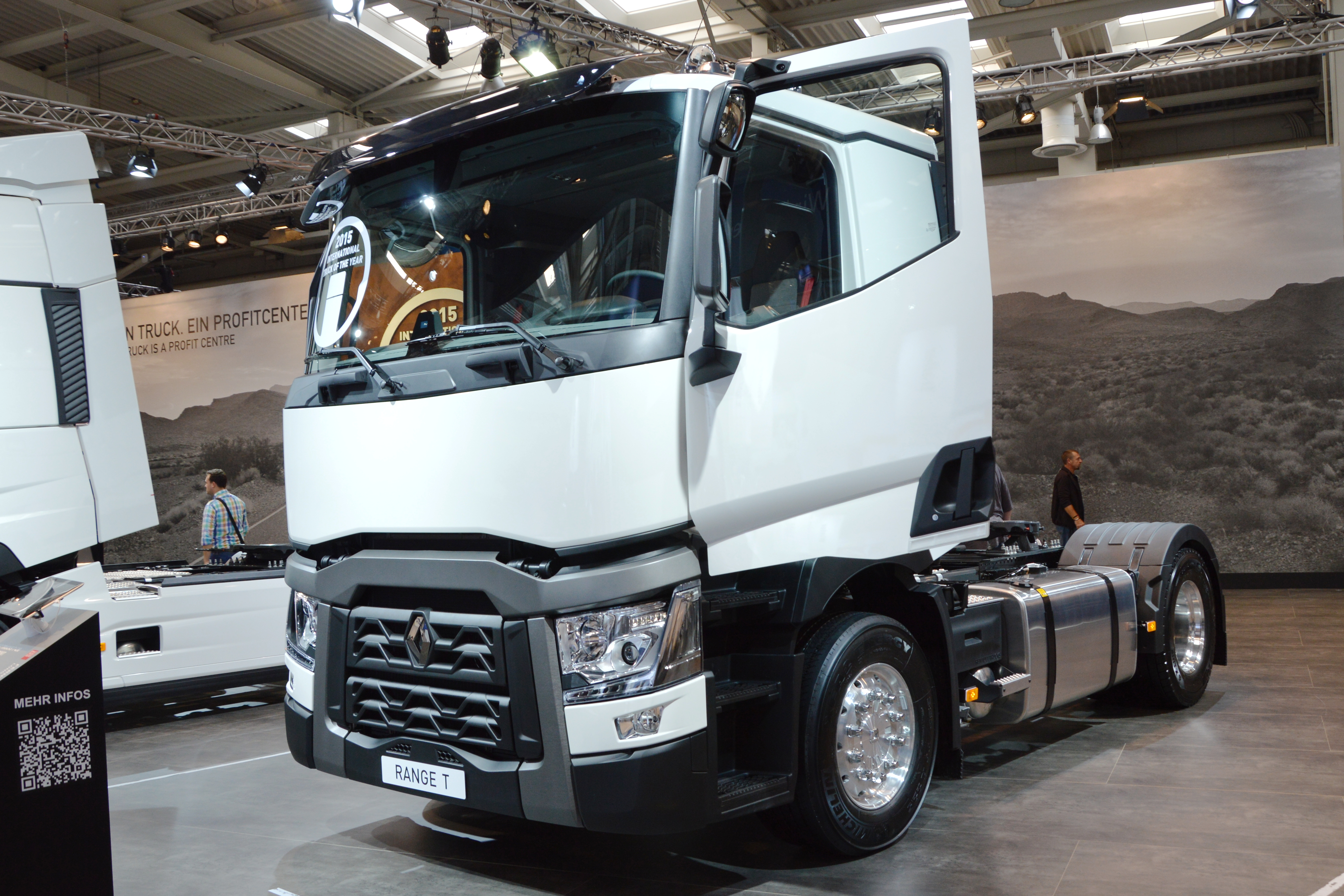
Renault T niski

Renault T jest typoszeregiem dużych ciężarówek do transportu długodystansowego. Seria T została zaprojektowana całkowicie od zera jako całkiem nowa konstrukcja, która docelowo zastąpiła dwa starsze modele ciężarówek długodystansowych w gamie Renault. Podstawowa wersja zastąpiła Renault Premium Route, jest dostępna z kabinami niskimi dziennymi, przedłużonymi, a także w wersji z kabiną sypialną. Wszystkie kabiny w tej podstawowej wersji mają szerokość ok. 2,5m i tunel silnika o wysokości 0,2m. Bezpośrednim następcą Renault Magnum, które wyróżniało się całkowicie płaską podłogą w całej kabinie, jest wersja „High”. Wersja High ma tylko jeden rodzaj kabiny sypialnej, jest ona zawieszona wyżej, niż w pozostałych wersjach, ale dzięki temu cała powierzchnia podłogi jest płaska. W serii T zastosowano mocno zmodernizowane silniki znane z poprzedni wersji, początkowo silnik DTI 11 był produkowany z wtryskiem typu Common rail, a w jednostce DTI 13 zastosowano pompowtryskiwacze, od 2016 roku także większy silnik otrzymał wtrysk typu Common rail.

W 2021 roku Renault T przeszło dość dużą modyfikację, dużej zmianie uległ przód kabiny, a także poprawiono aerodynamikę całego pojazdu. Premiera Renault T Evolution została przeprowadzona w dość nietypowy sposób, ponieważ wykorzystano do tego grę komputerową Euro Truck Simulator 2. Jest to pierwsza w historii premiera samochodu ciężarowego w grze komputerowej.
- T[2]
  - DMC 19t-26t / DMCz 40-60t
  - Podwozie 4x2, 6x2; Ciągnik siodłowy 4x2, 6x2;
  - Silniki:
    - DTI 11:
      - 380KM, 1800Nm
      - 430KM, 2050Nm
      - 460KM, 2200Nm

    - DTI 13:
      - 440KM, 2200Nm
      - 480KM, 2400Nm
      - 520KM, 2550Nm

  - Skrzynia biegów:
    - manualna 12 (tylko DTI 11), 14 biegów
    - zautomatyzowana 12 biegów

  - Kabiny: dzienna, niska długa, sypialna; we wszystkich kabinach jest tunel silnika o wysokości 200mm.

- T High[2]
  - DMC 19t-26t / DMCz 40-60t
  - Podwozie 4x2, 6x2; Ciągnik siodłowy 4x2, 6x2;
  - Silniki:
    - DTI 13:
      - 440KM, 2200Nm
      - 480KM, 2400Nm
      - 520KM, 2550Nm

  - Skrzynia biegów:
    - zautomatyzowana 12 biegów

  - Kabiny: tylko i wyłącznie sypialna z płaską podłogą.